# 栃木県道・茨城県道207号高田筑西線

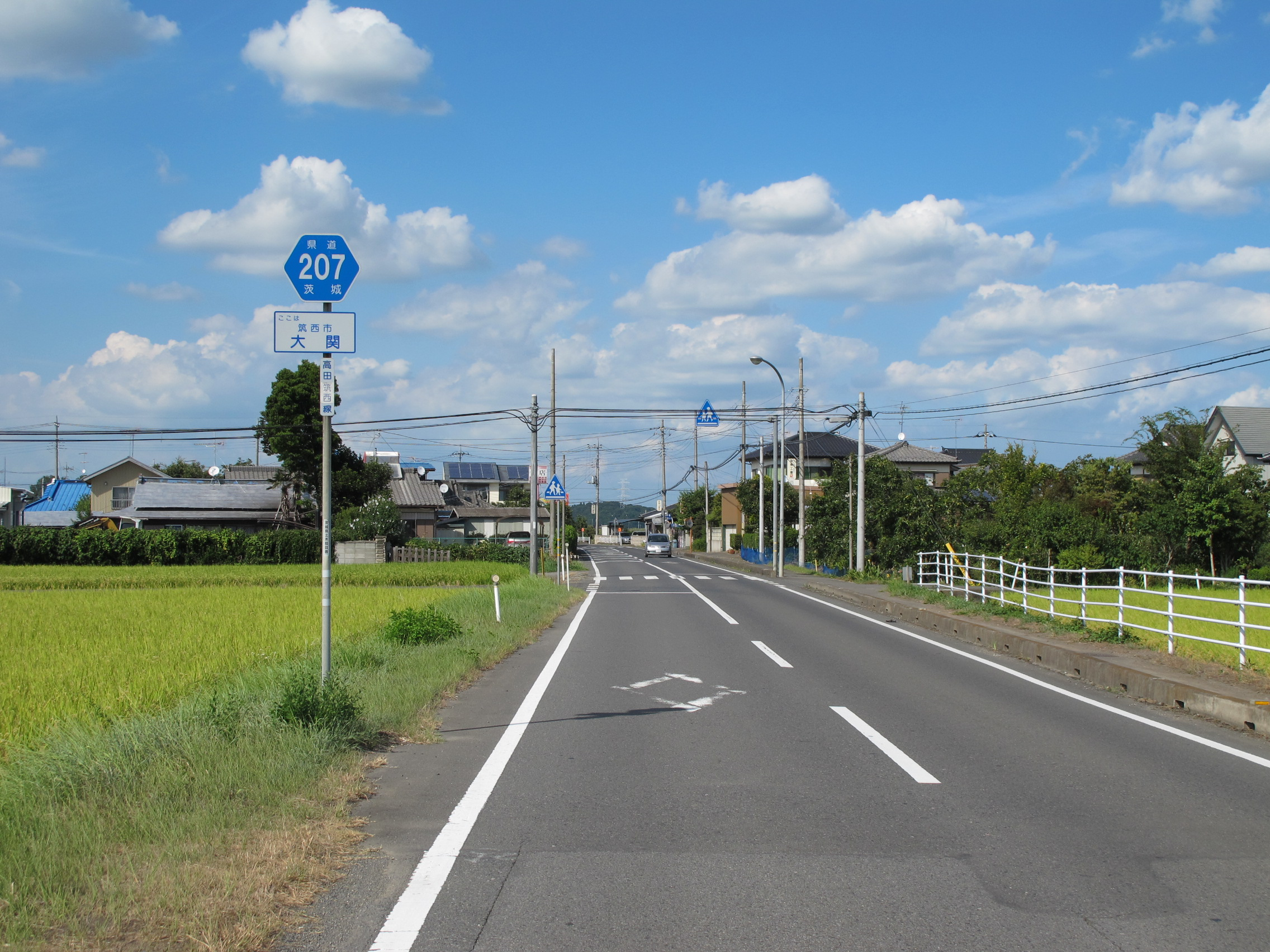
茨城県道207号高田筑西線
茨城県筑西市大関（2012年8月）

栃木県道・茨城県道207号高田筑西線（とちぎけんどう・いばらきけんどう207ごう たかだちくせいせん）は、栃木県真岡市から茨城県筑西市に至る一般県道である。

## 概要
栃木県真岡市高田（主要地方道つくば真岡線）から茨城県筑西市横島（国道50号現道）を結び、小貝川の右岸側に沿って南北に延びる延長約11kmの路線である。
2008年（平成20年）3月31日までは栃木県道・茨城県道207号高田下館線であった。

### 路線データ
- 起点：栃木県真岡市高田（栃木県道45号つくば真岡線交点）
- 終点：茨城県筑西市横島216番1地先（茨城県道7号石岡筑西線交点＝横島交差点）[1]
- 総延長：*.* km（茨城県区間：12.221 km[2]、栃木県区間：*.* km）
- 重用延長：*.* km（茨城県区間：0.0 km[2]、栃木県区間：*.* km）
- 未供用延長：なし（茨城県区間：0.0 km[2]、栃木県区間：*.* km）
- 実延長：*.* km（茨城県区間：12.221 km[2]、栃木県区間：*.* km）
- 自動車交通不能区間延長[注釈 1]：*.* km（茨城県区間：0.0 km[2]、栃木県区間：*.* km）

## 歴史
1959年（昭和34年）10月14日、新たな県道として栃木県芳賀郡二宮町高田を起点とし、茨城県下館市を終点とする区間を本路線とする県道高田下館線として茨城県が県道路線認定した。
1995年（平成7年）に整理番号207となり、平成の大合併により下館市が消滅し筑西市に改称されていたことから、2008年（平成20年）4月に路線名を県道高田筑西線に改称した。

### 年表
- 1959年（昭和34年）10月14日
  - 茨城県が現在の路線を県道高田下館線（図面対照番号236）として路線認定[3]。
  - 茨城県内の道路区域は、県界真壁郡協和村大字小栗から下館市金井町の二級国道前橋水戸線交点（現、茨城県道7号・旧国道50号金井町交差点）までと決定された[4]。
- 1961年（昭和36年）4月1日：栃木県が路線認定。
- 1964年（昭和39年）7月3日：車両制限令第5条1項[注釈 2]に基づく指定（路線対象番号236 高田下館線：栃木県界 - 国道50号線交点）を受ける[5]。
- 1988年（昭和63年）10月13日：下館市大字横島（終点付近）の新道の一部区間（約0.3 km）を供用[6]。
- 1994年（平成6年）2月24日：下館市大字川澄地内（川澄南交差点付近）のバイパス道路を供用開始[7]。
- 1995年（平成7年）3月30日：茨城県区間において、整理番号が整理番号292から現在の番号（整理番号207）に変更される[8][9]。
- 1996年（平成8年）3月4日：下館市大字川澄 - 大字横島の新道が開通[10]。
- 1998年（平成10年）3月19日：下館市大字下高田 - 同市大字川澄までバイパス一部区間（4.6 km）を新設する道路区域が決定する[11]。
- 1999年（平成11年）8月26日：下館市大字大関 - 同市大字川澄（川澄交差点）のバイパス（約1.3 km）が開通する[11]。
- 2000年（平成12年）1月27日：下館市大字川澄（川澄交差点） - 大字甲（茨城県道7号・金井町交差点）の旧道（2.43 km）が指定解除により市道に降格[1]。
- 2002年（平成14年）9月17日：下館市大字羽方 - 大字川澄のバイパス区間（約2.6 km）を供用開始[12]。
- 2002年（平成14年）12月12日：下館市大字奥田 - 真壁郡協和町大字小栗までバイパス（985 m）を新設する道路区域が決定する[13]。
- 2005年（平成17年）2月24日：下館市大字羽方地内のバイパスの一部区間（約0.8 km）を供用開始[14]。
- 2008年（平成20年）3月10日：筑西市下高田 - 筑西市羽方のバイパスの一部区間（約1.4 km）を供用開始[15]。
- 2008年（平成20年）4月1日：現在の路線名である県道高田筑西線に改称[16]。
- 2012年（平成24年）6月6日：筑西市大字奥田地内のバイパスの一部区間を供用開始[17]。
- 2013年（平成25年）7月29日：筑西市下高田地内の一般県道岩瀬二宮線と接続するバイパス（300 m）が開通する[18]。
- 2013年（平成25年）8月22日：筑西市小栗 - 同市下高田までバイパスの道路区域が一部追加される（延長743 m）[19]。
- 2016年（平成28年）9月23日：筑西市大字小栗（県道207号高田筑西線交点、加草橋西詰） - 筑西市大字川澄（川澄交差点）の旧道区間（4.75 km）が県道指定解除により、筑西市道に降格[20]。
- 2018年（平成30年）12月6日：筑西市奥田 - 同市小栗（県道216号接続）の旧道（617 m）を指定解除し、筑西市に移管[21]。

## 地理

### 通過する自治体
- 栃木県真岡市 - 茨城県筑西市

### 交差する道路
- 栃木県道45号つくば真岡線（真岡市高田・起点）
- 栃木県道166号西田井二宮線（真岡市高田）
- 茨城県道216号岩瀬二宮線（筑西市小栗・加草交差点）
- 国道50号下館バイパス（筑西市川澄・川澄南交差点）
- 茨城県道7号石岡筑西線（筑西市横島・終点）